# Alopecosa spinata
Alopecosa spinata là một loài nhện trong họ Lycosidae.
Loài này thuộc chi Alopecosa. Alopecosa spinata được Yu & Da-xiang Song miêu tả năm 1988.